# Aciurina michaeli
Aciurina michaeli är en tvåvingeart som beskrevs av Goeden 1996. Aciurina michaeli ingår i släktet Aciurina och familjen borrflugor. Inga underarter finns listade i Catalogue of Life.